# (12380) Sciascia
(12380) Sciascia est un astéroïde de la ceinture principale.

## Description
(12380) Sciascia est un astéroïde de la ceinture principale. Il fut découvert par Eric Walter Elst le 10 août 1994 à l'ESO. Il présente une orbite caractérisée par un demi-grand axe de 2,71 UA, une excentricité de 0,063 et une inclinaison de 5,34° par rapport à l'écliptique.
Il fut nommé en hommage à Leonardo Sciascia (1921-1989), écrivain et polémiste sicilien.

## Compléments